# Морчиладзе, Ака
Ака Морчиладзе (груз. აკა მორჩილაძე, настоящее имя Георгий Ахвледиани; род. 10 ноября 1966, Тбилиси, Грузинская ССР, СССР) — грузинский писатель-постмодернист, историк литературы и сценарист.
Книги написаны в различных жанрах, от детектива до магического реализма.
Шестикратный обладатель литературной премии «Саба».

## Биография
Родился 10 ноября 1966 года в Тбилиси, Грузинская ССР, СССР.
В 1988 году окончил исторический факультет Тбилисского государственного университета. В начале 1990-х годов также работал парламентским обозревателем в Resonance, также трудился спортивным журналистом и литературным обозревателем в различных столичных изданиях.
В 1988—1991 годах работал лаборантом ТГУ, с 1991 года работает преподавателем в этом университете.
Проживает в Великобритании.

## Творчество
Его перу принадлежат романы: «Уличные псы Палиашвили» (1995), «Путешествие в Карабах» (1992), «Августовский пасьянс» (2001), «Другие» (2002), «Алхимики сочельника» (2002) ", Санта-Эсперанса (2004 г.), трилогия Мадатова («Полет над Мадатовым и обратно», «Исчезнешь на Мадатове?», «Кит на Мадатове») (1998—2004) и другие.
Роман «Уличные псы Палиашвили» впервые был поставлен в 1999 году в Театре имени Сандро Ахметели. В произведении рассказывается о трудной жизни сразу после обретения независимости  Грузии в 1992-93 годов. Книги Морчиладзе являются бестселлерами в Грузии, например, в 2003 году было продано 15 000 экземпляров.
Шесть раз был лауреатом литературной премии «Сабы» за лучший роман в 2003, 2005, 2006, 2010, 2012 и 2019 годах. В 2010 году его роман «Мамлюк» получил премию Университета Ильи как "Лучший роман года".

## Семья
Женат, двое детей.

## Сочинения
- «Путешествие в Карабах». Издательство Бакур Сулакаури — 1992[5][6]
- «Уличные псы Палиашвили». Издательский дом Бакур Сулакаури — 1995 г.
- «Перелет на остров Мадатова и назад» Издательский дом Бакур Сулакаури — 1998 г.
- «Исчезнешь на Мадатове». Издательский дом Бакур Сулакаури — 2001 г.
- «Августовский пасьянс». Таблоидный роман, читаемый при свечах. Издательский дом Бакур Сулакаури — 2001 г.
- Ледники пустыни — 2001
- «Другое». Тбилиси, Издательство «Бакур Сулакаури» — 2002 г.
- Рождественская ночь в Алкаеби, Издательство «Бакур Сулакаури» — 2002 г.
- «Долой кукурузную республику». Издательский дом Бакур Сулакаури — 2003 г.
- Книга. Издательский дом Бакур Сулакаури — 2003 г.
- «Твое приключение». Издательский дом Бакур Сулакаури — 2003 г.
- «„Санта-Эсперанса“. Издательский дом Бакур Сулакаури — 2004 г.
- Мистер Диксли Сайлент Бокс.» Издательский Дом Бакура Сулакаури — 2005 г.
- «Сон Венеры». Издательский дом Бакур Сулакаури — 2005 г.
- «Бумажная пуля». Издательский дом Бакур Сулакаури — 2006 г.
- «Сделано в Тифлисе (в Тифлисской Деве)» . Издательский дом Бакур Сулакаури — 2007 г.
- "Старые сердца и мечи. " Издательский дом Бакур Сулакаури — 2007 г.
- "Когда-то в Грузии". Тбилиси, Сага, 2008 г.
- «Таинственный пояс». Издательство «Бакур Сулакаури» — 2008 г.
- «Мамлюк». Издательский дом Бакур Сулакаури — 2009 г.
- «Мадатов». Издательство «Бакур Сулакаури» — 2010 г.
- «ОбОле». ИД « Бакур Сулакаури» — 2011 г.
- «Ака Морчиладзе в Сарбиели 1». Издательство « Бакур Сулакаури» — 2012 г.
- «Кит на Мадатове». Издательство «Бакур Сулакаури» — 2012 г.
- «Грузинские тетради — картинки XIX века». Издательство «Бакур Сулакаури» — 2013 г.
- «Умеренный изумруд» , Издательство «Бакур Сулакаури» — 2013 г.
- «Ака Морчиладзе в Сарбиели 2». Издательство «Бакур Сулакаури» — 2013 г.
- «Кемера». ИД « Бакур Сулакаури» — 2014 г.
- «Тень на дороге». Издательство «Бакур Сулакаури» — 2014 г.
- «О писателях и книгах» — 2014 г.
- "Сто миллионов фунтов далеко". Artanuji and Liberal Magazine — 2015
- «Амур у Кремлёвской стены». Издательство «Бакур Сулакаури» — 2018
- «Павлин (как бы исторический рассказ)». Издательство «Бакур Сулакаури» — 2019[7]

## Награды
- 2000 — «Грузинский пен-центр» — лучший роман года.
- 2002 — Тбилисский книжный фестиваль — лучший роман года[8]
- 2003 — «Саба» за лучший роман «Твое приключение»[9].
- 2005 — «Саба» за лучший роман «Санта-Эсперанса».
- 2006 — «Саба» за лучший роман «Сон Венеры».
- 2008 — «Саба» за лучший роман «Тифлисская горничная».
- 2010 — Премия Университета Ильи за лучший роман года «Мамлюк».
- 2012 — «Саба» за лучший роман «Оболе».
- 2019 — «Саба» за лучший роман «Амур у Кремлёвской стены».